# Янцен Олександр Юрійович
Я́нцен Олекса́ндр Ю́рійович (20 травня 1969, стація Щербакти, Щербактинський район, Павлодарська область  — 26 лютого 2022, Миколаїв) — український громадський діяч, активіст миколаївського Євромайдану, лідер Миколаївського Народного ополчення під час подій навесні 2014 року. Загинув 26 лютого 2022 року при обороні Миколаєва.

## Життєпис
У 1988 році Янцен закінчив Миколаївський технікум залізничного транспорту імені Образцова, після чого протягом двох років проходив службу в повітряно-десантних військах радянської армії. З 2004 по 2009 рік навчався у Миколаївському національному університеті імені В. О. Сухомлинського на факультеті психології.[джерело?]
Керівник підприємства, що займається інформаційно-обчислювальною діяльністю, пов'язаною з базами даних і іншими інформаційними структурами.

## Громадська та політична діяльність
Активіст громадської організації «Вітовське відродження» і миколаївського Євромайдану, кореспондент порталу korabelov.info, лідер Миколаївського Народного ополчення під час подій навесні 2014 року, голова громадської організації «Фонд розвитку Корабельного району». У березні 2014 року був одним з організаторів автопробігу за єдність України в Миколаєві.
Брав участь у позачергових парламентських виборах в Україні 2014 року від Радикальної партії Олега Ляшка, однак до Парламенту не потрапив.

### Інцидент з Олегом Царьовим
8 квітня 2014 року під час програми «Шустер LIVE» відбулося пряме включення з Миколаєва з Олександром Янценом, який запросив до свого міста кандидата в Президенти України Олега Царьова, щоб показати тому, що таке гнів народу. «Ми цю державу плекали, ростили, незважаючи на таких упирів, як Ви» сказав Янцен Царьову. Наступного дня під час візиту Олега Царьова до Миколаївської лікарні швидкої медичної допомоги з метою навідати травмованих учасників сепаратистського мітингу, Олександр Янцен очолив групу людей, які намагалися завадити Царьову потрапити всередину. Після того, як Царьов почав ображати присутніх та поводити себе агресивно, Янцен вдарив його у обличчя. Інші учасники пікету закидали депутата яйцями, облили водою та супроводжували вигуками «Фашизм не пройде», «Чемодан-вокзал-Росія!», «Миколаїв — не Донецьк», «Царьов — російський фашист» тощо.
Наступного дня Янцен повідомив, що йому та його сім'ї почали погрожувати. Невідомі приходили до активіста додому та, застосовуючи ненормативну лексику, вимагали у дружини Олександра відчинити їм двері. Міліція на подібні інциденти ніяк не відреагувала.